# Південно-Гвіздецьке нафтогазоконденсатне родовище
Південно-Гвіздецьке нафтогазоконденсатне родовище — належить до Бориславсько-Покутського нафтогазоносного району Передкарпатської нафтогазоносної області Західного нафтогазоносного регіону України.

## Опис
Розташоване у Надвірнянському районі Івано-Франківської області на відстані 2 км від м.Надвірна.
Приурочене до четвертого ярусу структур південно-східної частини Бориславсько-Покутської зони. Південно-Гвіздецька структура виявлена в 1980 р. Вона являє собою антикліналь, фронтальну у четвертому ярусі структур. В межах родовища поперечними порушеннями складка розбита на Битківський та Пасічнянський блоки. Розміри складки 8,5х2,5 м, висота 900—1000 м.
Перший промисловий приплив нафти та газу отримано в 1984 р. з менілітових відкладів з інт. 3020-3165 м.
Поклади пластові, склепінчасті, тектонічно екрановані, два з них також літологічно обмежені. Режими Покладів газовий, пружний та розчиненого газу.
Експлуатується з 1984 р. Запаси початкові видобувні категорій А+В+С1: нафти — 1276 тис. т; розчиненого газу — 372 млн. м³; газу — 1030 млн. м³; конденсату — 218 тис. т. Густина дегазованої нафти 813—880 кг/м³. Вміст сірки у нафті 0,12-0,32 мас.%.